# Bring 'Em Out Live
Bring 'Em Out Live est le premier album live du groupe FireHouse sorti en 2000.

## Liste des chansons
| No  | Titre                      | Durée |
| --- | -------------------------- | ----- |
| 1.  | Intro                      |       |
| 2.  | Overnight Sensation        |       |
| 3.  | All She Wrote              |       |
| 4.  | Lover's Lane               |       |
| 5.  | Hold Your Fire             |       |
| 6.  | Dream                      |       |
| 7.  | When I Look into Your Eyes |       |
| 8.  | Acid Rain                  |       |
| 9.  | Bringing Me Down           |       |
| 10. | Don't Walk Away            |       |
| 11. | Love of a Lifetime         |       |
| 12. | Reach for the Sky          |       |
| 13. | I Live My Life for You     |       |
| 14. | Here for You               |       |
| 15. | Don't Treat Me Bad         |       |